# Herlong (Californie)
Herlong est une census-designated place du comté de Lassen, dans l'État de Californie, aux États-Unis,. En 2020, elle compte une population de 237 habitants.